# Allium jesdianum
Allium jesdianum là một loài thực vật có hoa trong họ Amaryllidaceae. Loài này được Boiss. & Buhse mô tả khoa học đầu tiên năm 1860.